# Баррино, Фантазия
Фанта́зия Мони́к Барри́но (англ. Fantasia Monique Barrino; 30 июня 1984, Хай-Пойнт, Северная Каролина, США) — американская певица, актриса, кинопродюсер и писательница.

## Карьера
В 2004 году Фантазия стала победительницей телешоу «American Idol».
Шагом к успеху стало участие в телевизионном шоу «American Idol». С легкостью Фантазия преодолела трудности стоящие на пути к заветной победе. В 2004 году она стала победительницей конкурса.
В основном, репертуар Фантазии включает в себя произведения в стиле R'n'B, соул и госпел. В свои песни Фантазия вкладывала душу и сердце, наполняя необъяснимой теплотой и чувственностью. После окончательного укрепления на вершине музыкального олимпа, Баррино села за создание книги. Труд получил название «Жизнь не сказка». В книге певица рассказывает о своей судьбе, о трудностях, которые пришлось ей пережить.
В 2006 году Фантазия выпустила альбом «Fantasia». Там же в этом году Баррино дебютировала на сцене Бродвея, сыграв одну из главных ролей в мюзикле «The Color Purple». Пьеса имела грандиозный успех.

## Личная жизнь
В 1998—2003 года Фантазия встречалась с Брэнделем Шаузом. В этих отношениях Баррино родила своего первенца — дочь Зайон Куари Баррино (род.08.08.2001).
В 2009—2012 года Баррино встречалась с Энтуаном Куком. В этих отношениях Баррино родила своего второго ребёнка и первого сына — Далласа Завьера Баррино (род.13.12.2011).
С 18 июля 2015 года Фантазия замужем за Кендоллом Тейлором, с которым она встречалась год до их свадьбы. В ноябре 2020 года стало известно, что супруги ожидают ребёнка. 23 мая 2021 года у супругов родилась дочь, которую назвали Кезайя Лондон Тейлор.
9 августа 2010 года совершила неудачную попытку самоубийства путём передозировки лекарственных средств.

## Дискография[англ.]
- Free Yourself (2004)
- Fantasia (2006)
- Back to Me (2010)
- Side Effects of You (2013)